# Arp (Texas)
Arp est une municipalité américaine du comté de Smith au Texas. Au recensement de 2010, Arp comptait 970 habitants.
Selon le recensement de 2020, la municipalité compte 892 habitants, dont 721 Blancs (80,83 %), 95 Hispaniques ou Latino-Américains (10,65 %), 37 Noirs ou Afro-Américains (4,15 %), 8 Amérindiens ou autochtones d'Alaska (0,9 %) et 26 personnes métisses ou multiraciales (2,91 %). 